# NGC 6305
NGC 6305 est une galaxie lenticulaire barrée située dans la constellation de l'Autel. Sa vitesse par rapport au fond diffus cosmologique est de 2 715 ± 45 km/s, ce qui correspond à une distance de Hubble de 40,0 ± 2,9 Mpc (∼130 millions d'al). NGC 6305 a été découverte par l'astronome britannique John Herschel en 1836.
À ce jour, quatre mesures non basées sur le décalage vers le rouge (redshift) donnent une distance de 31,400 ± 5,147 Mpc (∼102 millions d'al), ce qui est tout juste à l'extérieur des valeurs de la distance de Hubble. Notons cependant que c'est avec la valeur moyenne des mesures indépendantes, lorsqu'elles existent, que la base de données NASA/IPAC calcule le diamètre d'une galaxie et qu'en conséquence le diamètre de NGC 6305 pourrait être d'environ 34,1 kpc (∼111 000 al) si on utilisait la distance de Hubble pour le calculer.